# Lepanthes migueliana
Lepanthes migueliana är en orkidéart som beskrevs av Carlyle August Luer och Béhar. Lepanthes migueliana ingår i släktet Lepanthes och familjen orkidéer.
Artens utbredningsområde är Guatemala. Inga underarter finns listade i Catalogue of Life.